# مركز الحرية للإبداع
مركز الحرية للإبداع أو مركز الإسكندرية للإبداع هو مركز ثقافي مصري، يقع في مدينة الإسكندرية يعتبر من أول المراكز الثقافية التي أنشأت في جمهورية مصر العربية، بل انه أول مركز ثقافي مصري انشئ في الإسكندرية وهو تابع لصندوق التنمية الثقافية، وتقوم وزارة الثقافة بالإشراف عليه. يقام فيه العديد من الانشطة المتنوعة تخدم في تثقيف الأطفال والشباب الذين يقطنون مدينة الإسكندرية.

## التاريخ
كان أحد أهم المنشات التي تم بنائه في اطار التحديث الذي قام به محمد علي في الإسكندرية. يقع «كلوب محمد علي» كما أطلق عليه في تقاطع شارع شريف باشا (حاليا شارع صلاح سالم) وشارع رشيد الذي يصل الي ميدان المنشية والذي كان يطلق عليه ميدان القناصل أو ميدان محمد علي هو ميدان انيق جدا وقد خصصت قطع ارض لكل من الإنجليز والفرنسيين واليونانيين والأرمن للبناء ولكن لم يكن هناك ايه محاولة للتنسيق بين المشاريع المختلفة بينهم، وفي نهاية الميدان وعن طريق شارع شريف باشا ذلك الشارع الصغير الانيق الذي كان يعج بساريات الاعلام نجد مبني بورصة طوسون كما يري الكونت باتريس دي زغيب الذي اوضح ان النادي انشئ في اواسط القرن التاسع عشر وبالتحديد في 15 فبراير 1888.
كان مقره الأول ميدان محمد علي ثم أصبح مقره الجديد مبني بورصة طوسون (المبني الحالي) حيث يطل علي شارع جمال عبد الناصر (حاليا) والذي كان يطلق عليه شارع رشيد – فؤاد الأول – ثم طريق الحرية. بني امام النادي قصر اجيون في 1887 وهو مبني جريدة الأهرام حاليا اما عن مبني النادي أو «كلوب محمد علي» فقد صمم علي الطراز الإيطالي، تم تأثيثه على الطراز الفرنسي نابوليون الثالث.هذا النادي يقع في نهاية شارع رشيد رقم 1 كان اخر رئيس للنادي رجل الأعمال المصري «عزيز حسن». في عام 1962 تم تحويله الي قصر ثقافة الحرية وكان تابعا للهيئة العامة لقصور الثقافة.

## وصلات خارجية
- الموقع الرسمي
- مركز الحرية للإبداع بالأسكندرية